# Saint-Symphorien-sous-Chomérac
 Saint-Symphorien-sous-Chomérac  là một xã ở tỉnh Ardèche, vùng Rhône-Alpes ở đông nam nước Pháp.